# Homalomena pyrospatha
Homalomena pyrospatha är en kallaväxtart som beskrevs av Josef Bogner. Homalomena pyrospatha ingår i släktet Homalomena och familjen kallaväxter.
Artens utbredningsområde är Sumatera. Inga underarter finns listade.